# Засув (пристрій)

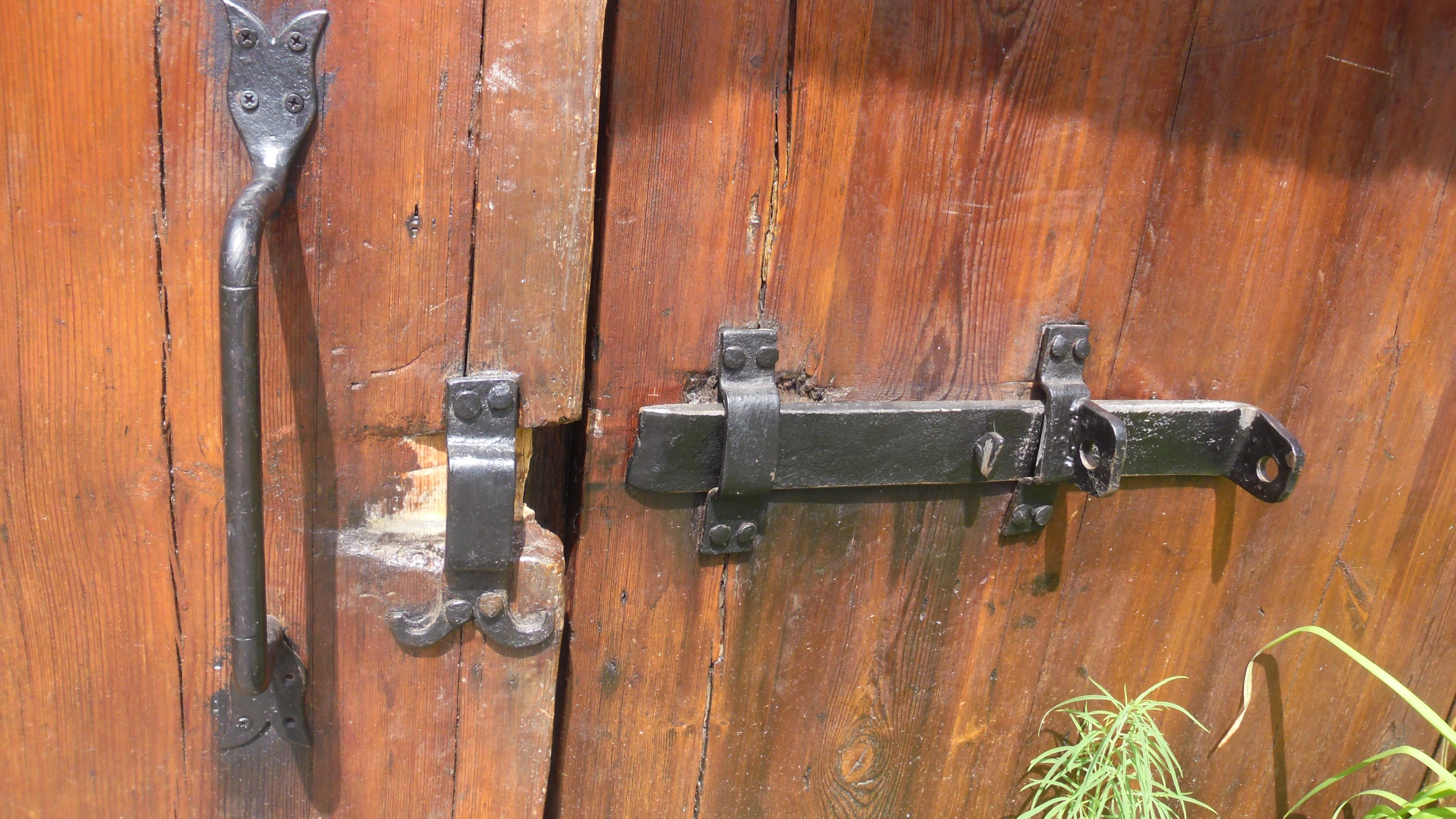
Залізний засув на дверях комори.

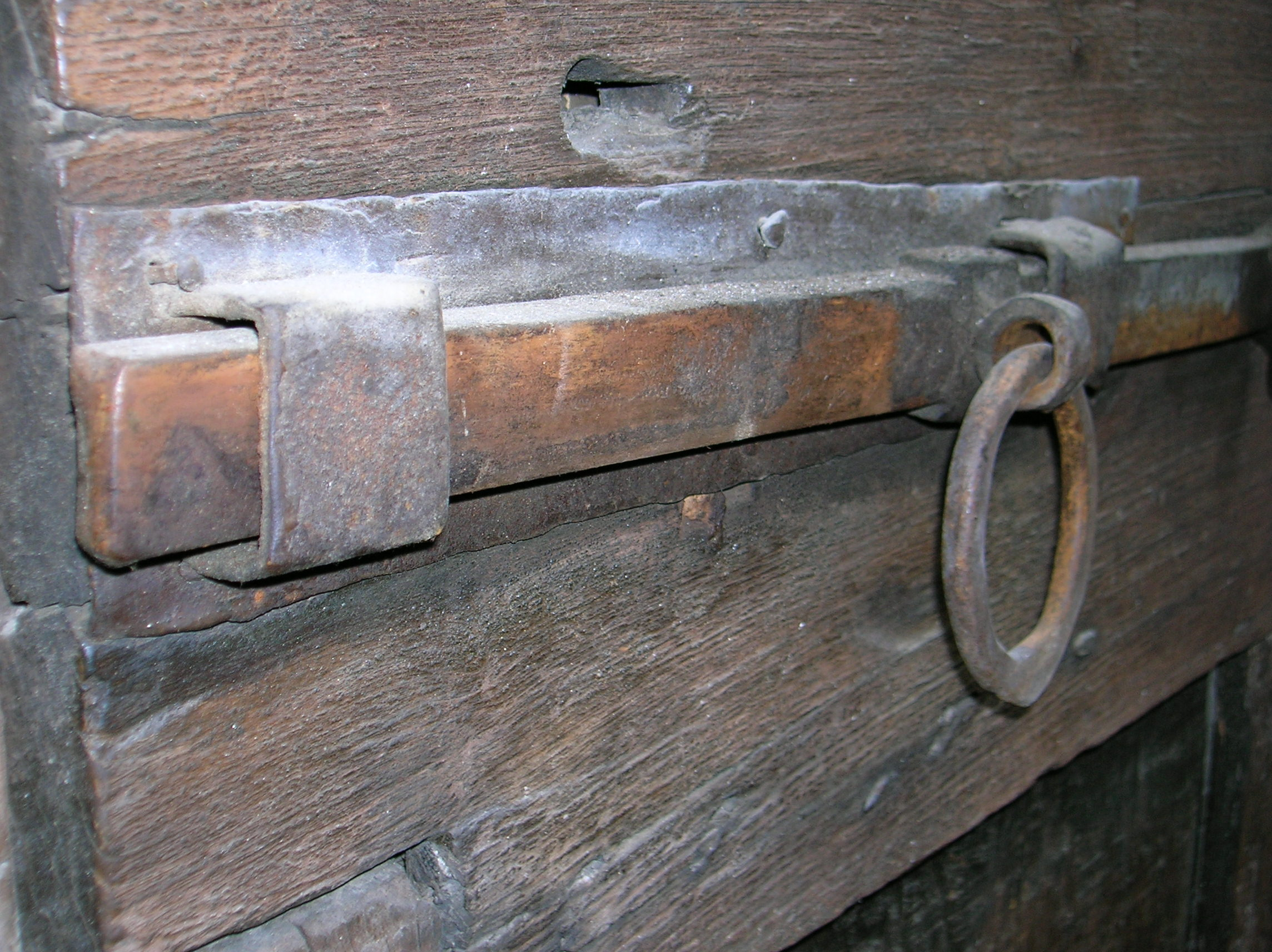
Старовинний засув.

За́сув, зменш. за́сувка, діал. за́сов — рухомий дерев'яний або залізний пристрій для замикання дверей, воріт, хвіртки тощо. Має вигляд дерев'яного чи металевого бруса, що пересувається у скобах, укріплених на дверях (стулках воріт) і одвірку. Замки для закривання дверей на основі засувів використовувалися уже в Давньому Єгипті.
Вдосконалений засув, який можна відперти ззовні найпростішим ключем, відомий як «бганий замок».
Засуви воріт можуть мати пробої для навісних замків.

## Схожі пристрої
- За́крутка, за́вертка — запірний пристрій у вигляді брусочка, що обертається на забитому в щось гвіздку[6][7].
- Клямка (від сер-в.-нім. klamm, пор. «клема»)[8] — запірний пристрій у вигляді пластинки з важільцем, яка на відміну від засува закріплена одним кінцем на осі й може підійматися й опускатися[9].
- Прого́нич — металевий стрижень, що використовувався для замикання віконниць, дверей, воріт[10].
- Ригель — засувка накладного чи врізного замка, що забезпечує запирання, входячи в гніздо на одвірку
- Шпінгале́т (через рос. шпингалет і нім. Spaniolett від фр. espagnolette — «запірна ручка для вікон», букв. — «іспаночка»)[11] — засувка у вигляді металевого стрижня чи пластинки з боковим важільцем[12]. Використовується для запирання хвірток, стулок вікон, кватирок.

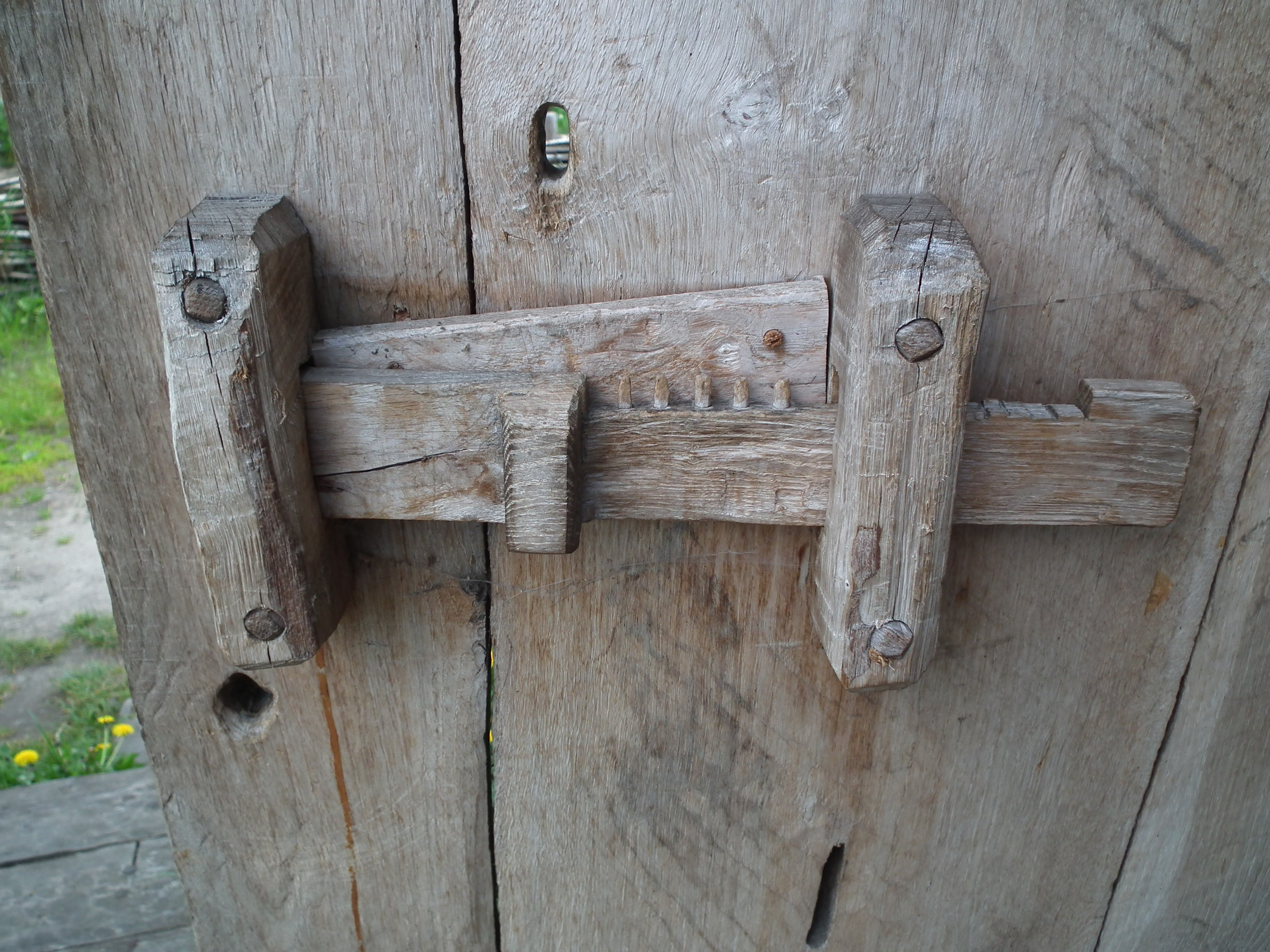
Засув бганого замка. Музей просто неба у Воліні
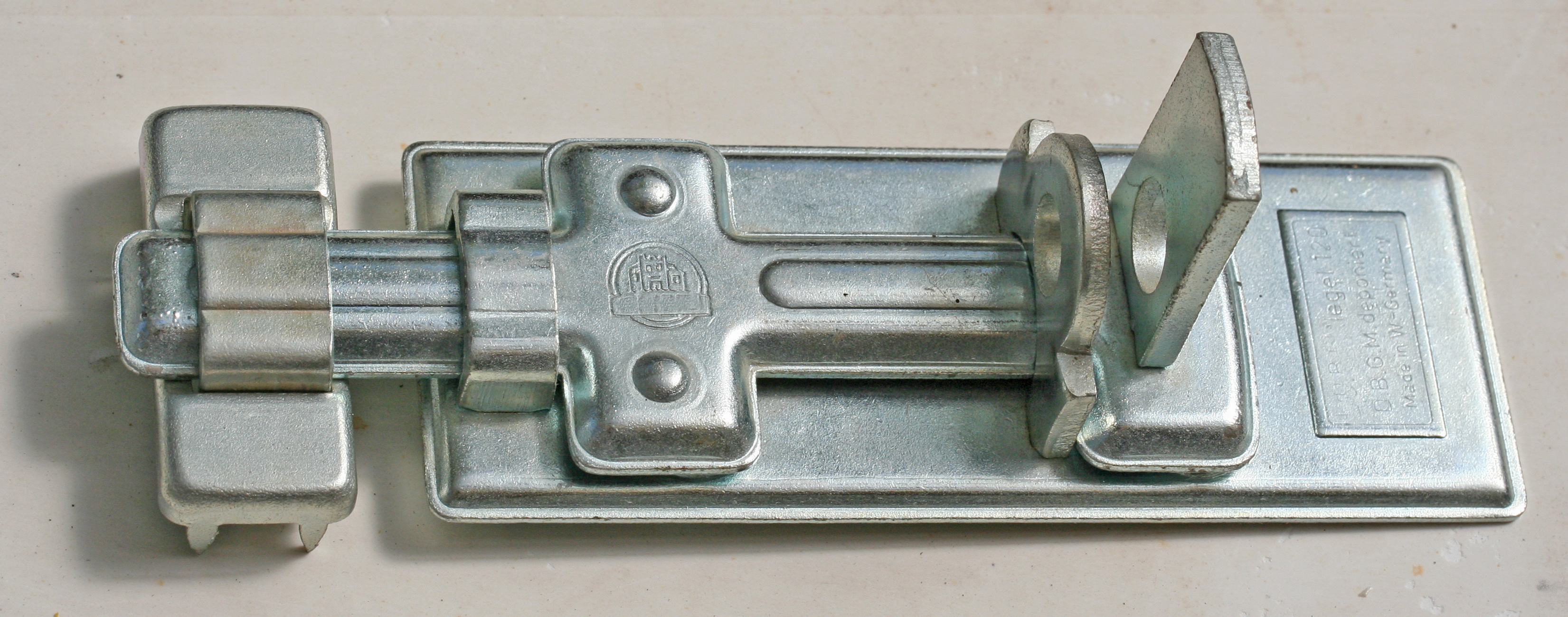
Шпінгалет
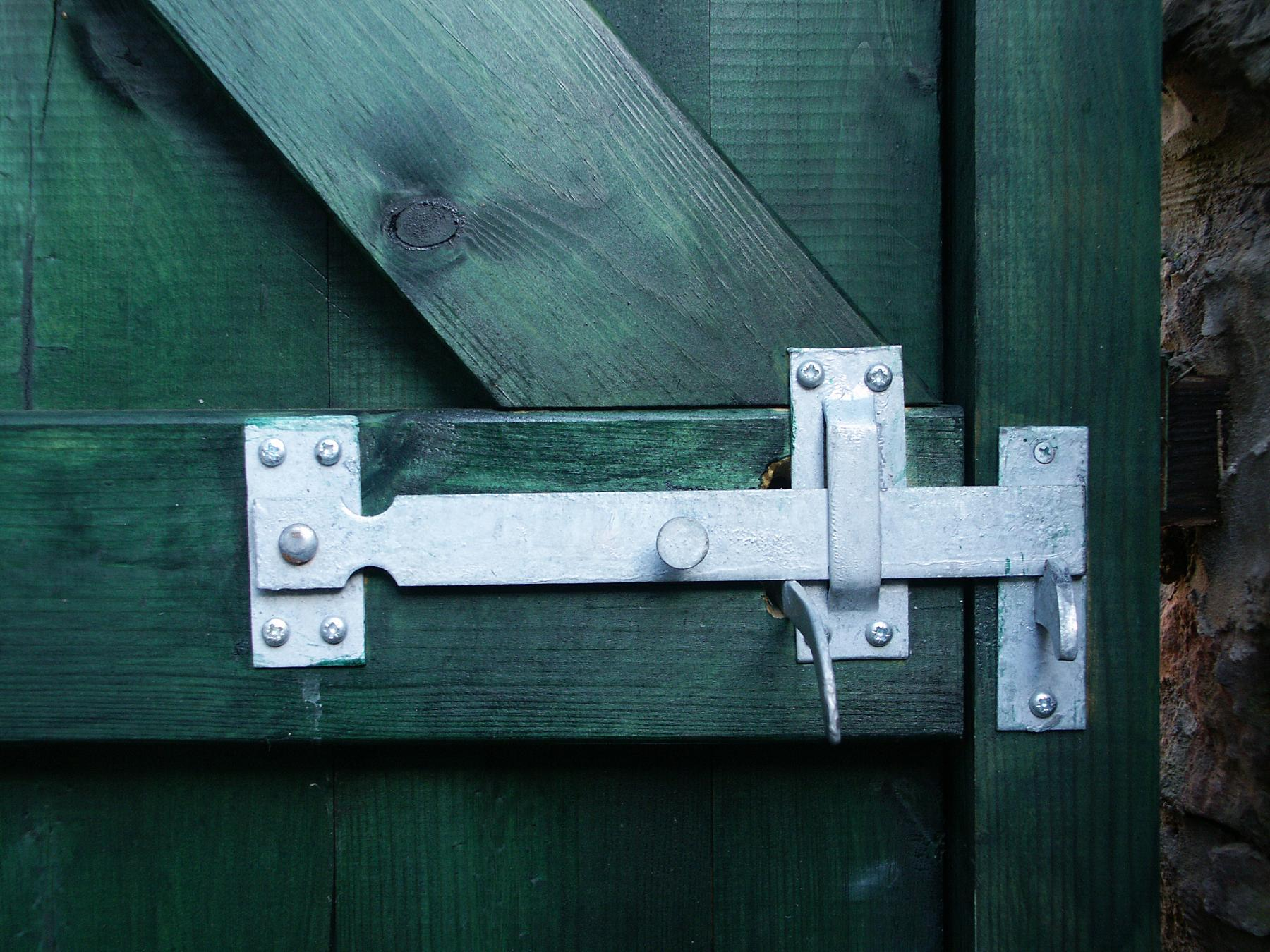
Клямка на хвіртці
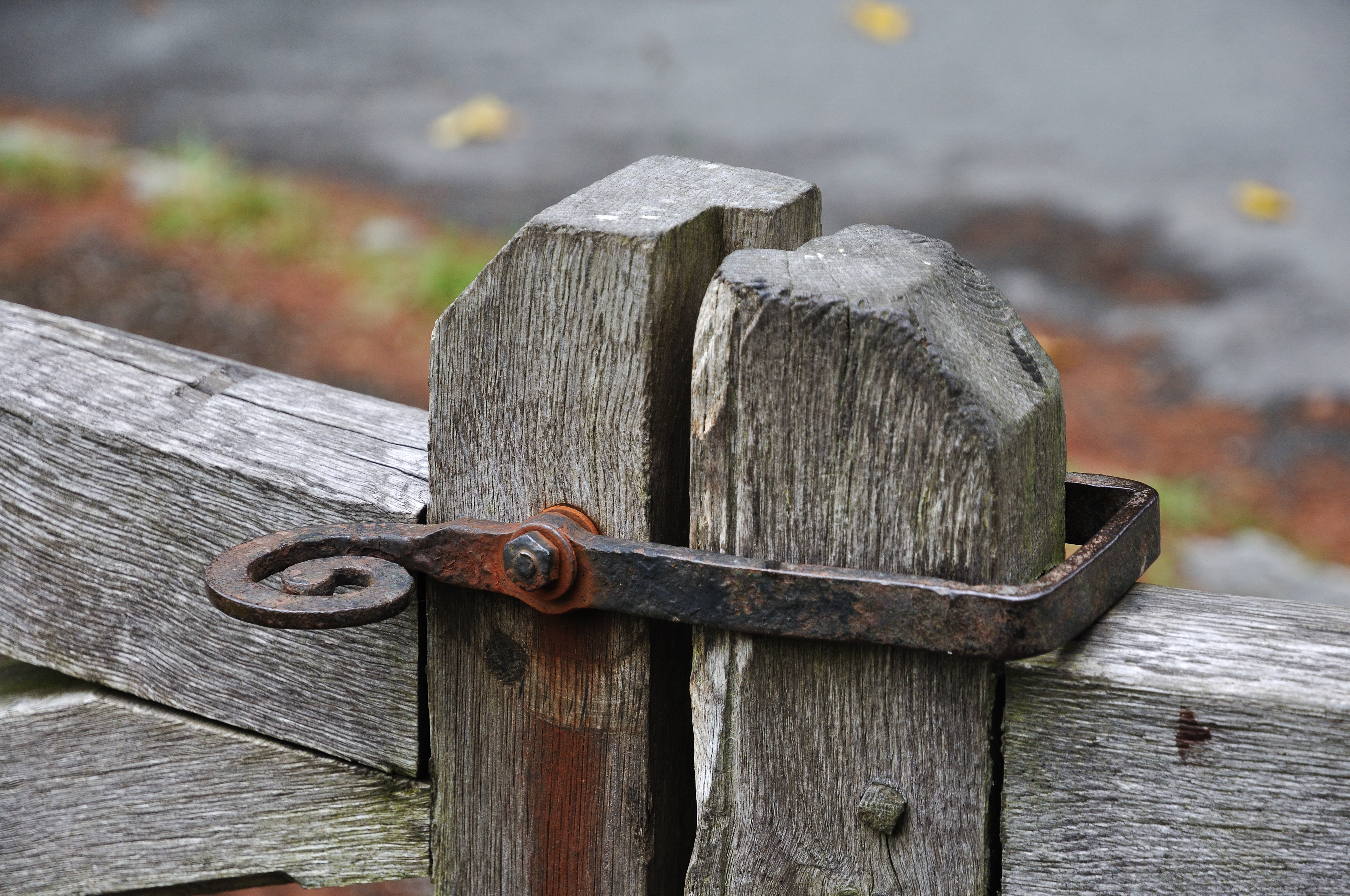
Клямка-скоба
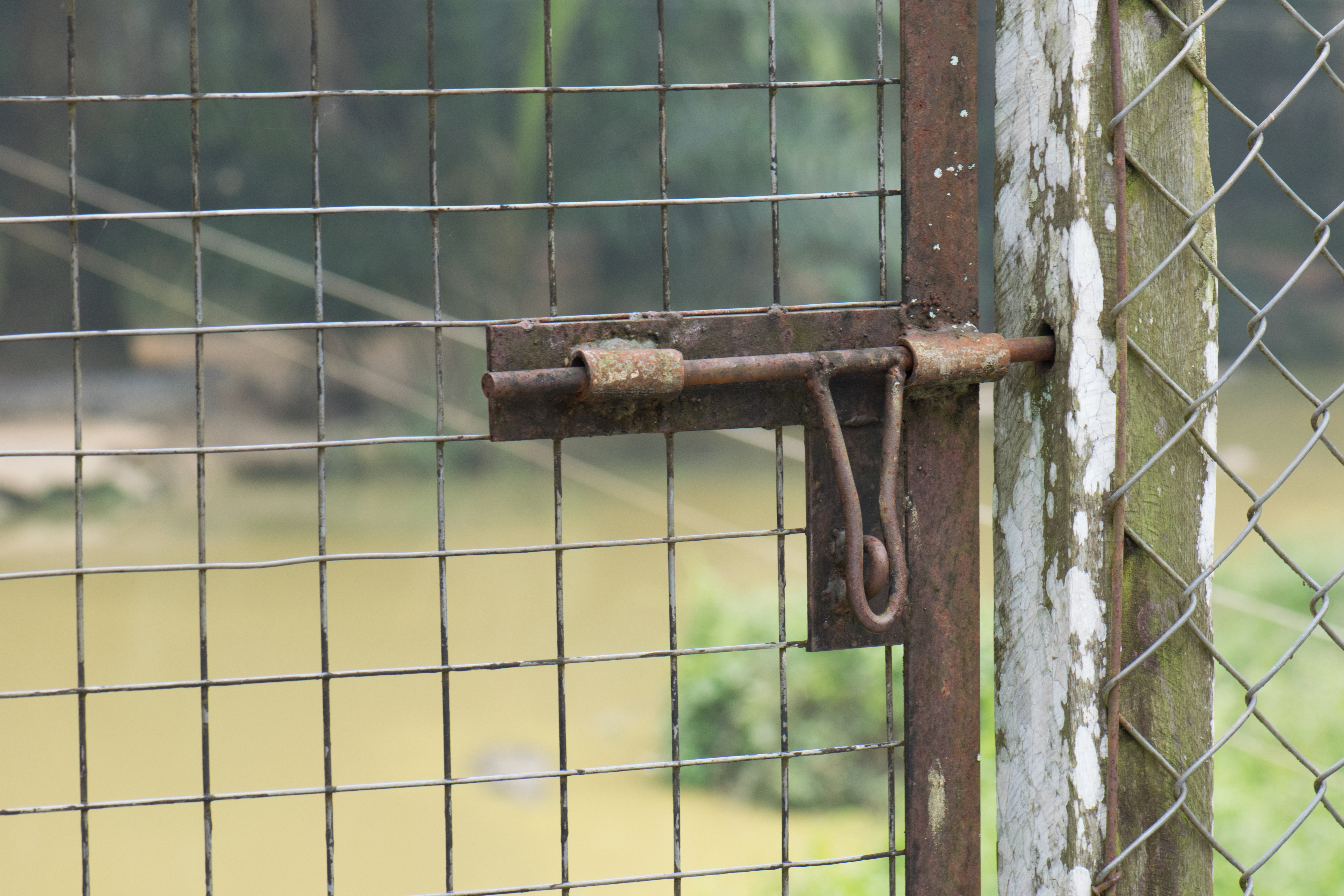
Засув-прут (прогонич)
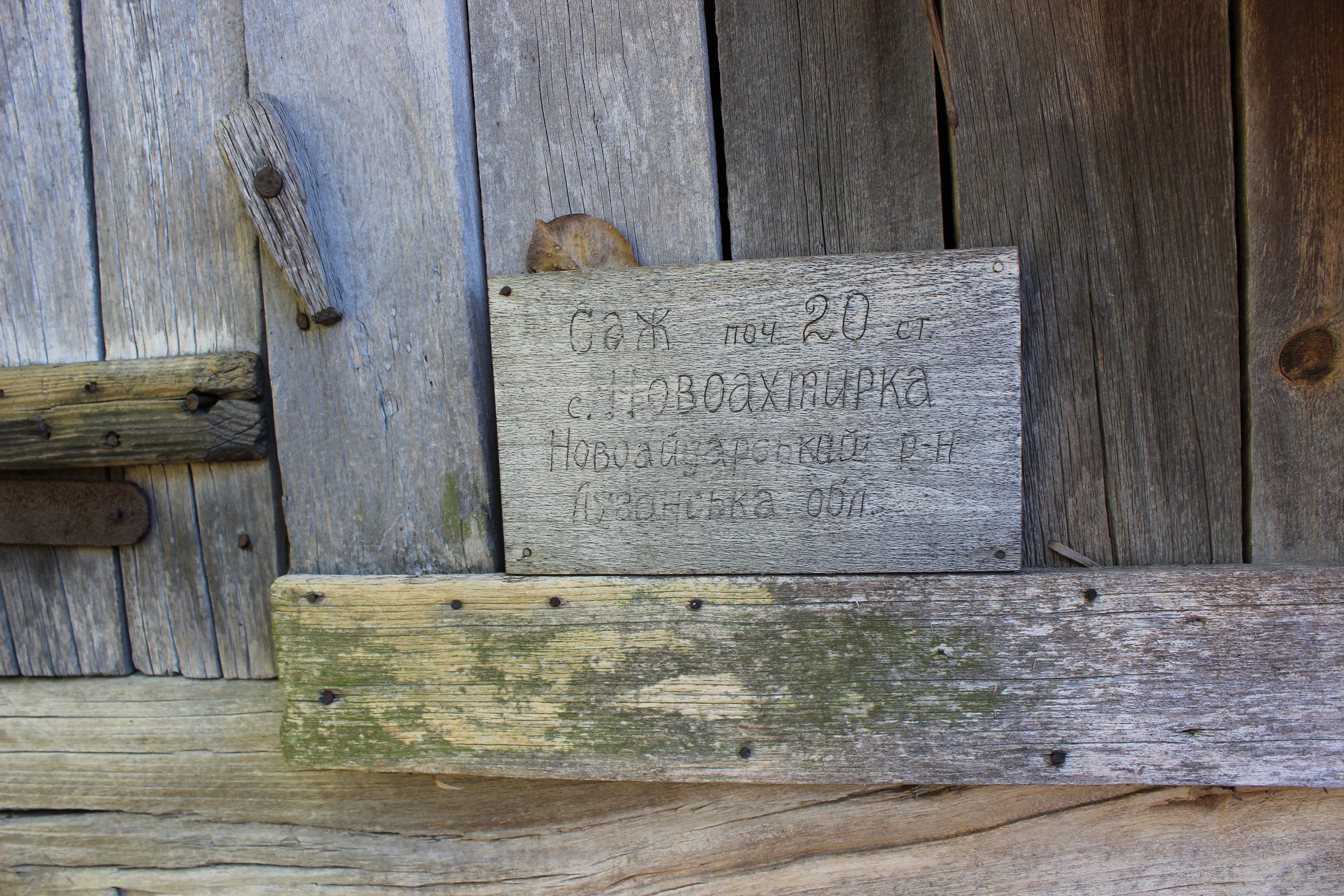
Закрутка на верхній дверці сажа